# Desembarco del Granma
Desembarco del Gramna je národní park v jihovýchodní části Kuby v provincii Granma. Rozkládá se okolo mysu Cabo Cruz jak na pevnině, tak i po okolním moři. Souhrnná rozloha parku je 325 km². V roce 1999 byl zapsán na seznam světového přírodního dědictví UNESCO (společně s ochranným pásmem o ploše 92,87 km²).
Nacházejí se zde vysoké přímořské terasy a útesy. Z biologického hlediska se jedná o významnou přírodní lokalitu jen minimálně zasaženou lidskou činností s mnoha endemickými druhy flory i fauny.

## Původ názvu
Český překlad názvu Desembarco del Granma je "Vylodění Granmy". Název lokality vychází z toho, že právě zde se 2. prosince  1956 vylodila jachta Granma, jejíž posádku tvořilo 82 Kubánců vedených Fidelem Castrem, Raúlem Castrem, Camilem Cienfuegosem a Che Guevarou, kteří tím začali Kubánskou revoluci.